# Салгейру (микрорегион)

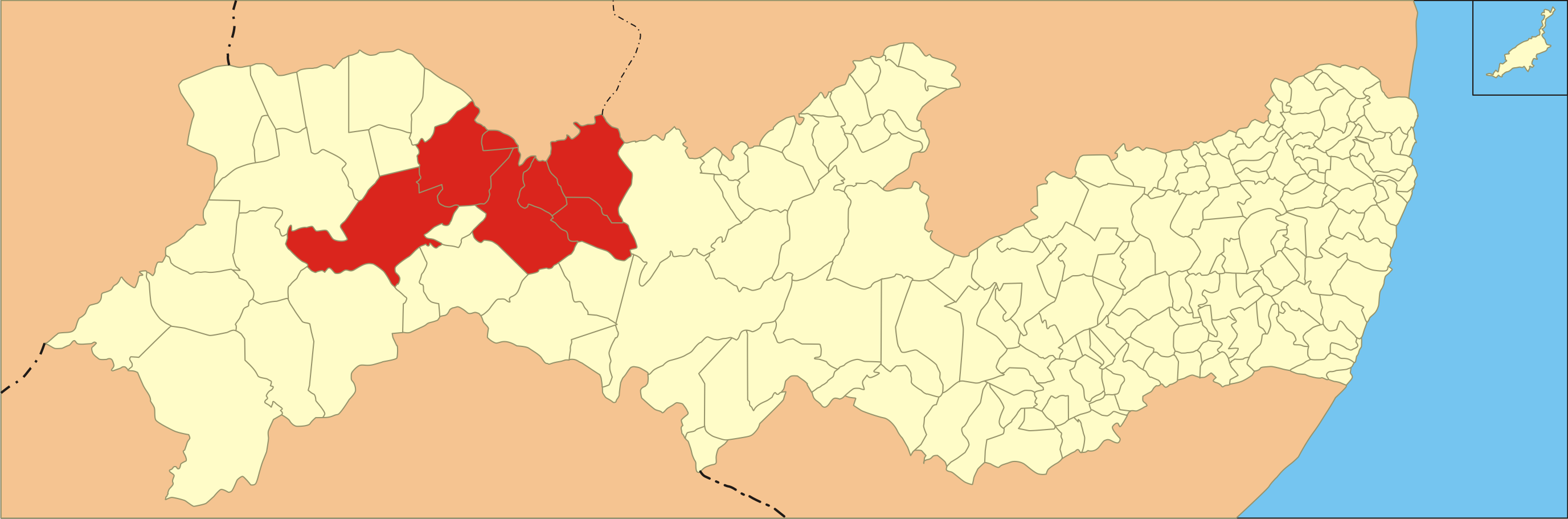
Салгейру на карте.

Салгейру (порт. Microrregião de Salgueiro) — микрорегион в Бразилии, входит в штат Пернамбуку. Составная часть мезорегиона Сертан штата Пернамбуку.
Население составляет 	162 029	 человек (на 2010 год). Площадь — 	8767,226	 км². Плотность населения — 	18,48	 чел./км².

## Демография
Согласно сведениям, собранным в ходе переписи 2010 г. Национальным институтом географии и статистики (IBGE), население микрорегиона составляет:						
| Полное население                             | Полное население                             | Полное население                             | Полное население                             | 162 029 |
| -------------------------------------------- | -------------------------------------------- | -------------------------------------------- | -------------------------------------------- | ------- |
| в том числе:                                 | Городское население                          | 92 738                                       | Процент городского населения, %              | 57,24   |
|                                              | Сельское население                           | 69 291                                       | Процент сельского населения, %               | 42,76   |
|                                              | Мужское население                            | 80 315                                       | Процент мужского населения, %                | 49,57   |
|                                              | Женское население                            | 81 714                                       | Процент женского населения, %                | 50,43   |
| Плотность населения, чел/км²                 | Плотность населения, чел/км²                 | Плотность населения, чел/км²                 | Плотность населения, чел/км²                 | 18,48   |
| Население микрорегиона в % к населению штата | Население микрорегиона в % к населению штата | Население микрорегиона в % к населению штата | Население микрорегиона в % к населению штата | 1,84    |

## Состав микрорегиона
В составе микрорегиона  включены следующие муниципалитеты:
1. Седру
2. Мирандиба
3. Парнамирин
4. Салгейру
5. Серрита
6. Сан-Жозе-ду-Белмонти
7. Вердежанти